# Dragomirești (Neamț)
Dragomirești es una comuna ubicada en el distrito de Neamț, Rumania.

## Superficie
Posee una superficie de 40,72 kilómetros cuadrados.

## Demografía
Hasta 2021 la población era de 2030 habitantes, con una densidad de población de 49,85 habitantes por kilómetro cuadrado.